# 多摩中心站

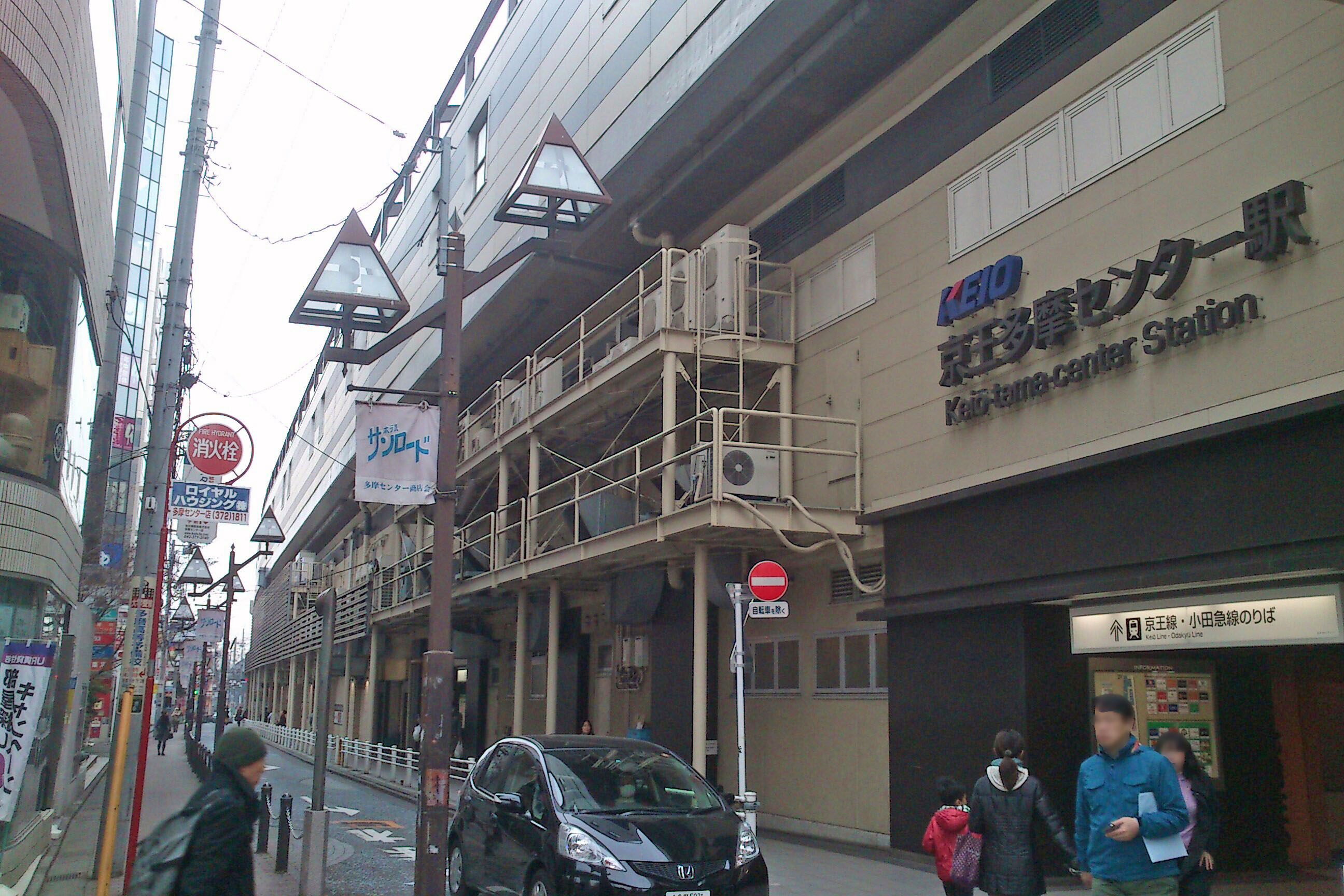
京王與小田急多摩中心站北口（2014年1月）

多摩中心站（日语：／ Tama-sentā eki */?）是位於東京都多摩市落合，屬於京王電鐵、小田急電鐵與多摩都市單軌電車的鐵路車站。本站在各公司所属的正式站名不同，但位置十分接近且互為相轉乘站。本條目在此總括為以下詳述。
- 京王多摩中心站（日语：／ Keiō-tama-sentā eki */?） - 相模原線車站。車站編號是KO41。
- 小田急多摩中心站（日语：／ Odakyū-tama-sentā eki */?） - 多摩線車站。車站編號是OT 06。
- 多摩中心站（日语：／ Tama-sentā eki */?） - 多摩都市單軌電車線車站。該線的起點。車站編號是TT01。

## 歷史
本站的所在地是多摩新市鎮業務和商業集中的「都市中心」地區。多摩新市鎮開發時，東鄰的永山站周邊的諏訪與永山地區是第1次入住地區。小田急在1974年6月率先通至永山站，接著京王在同年10月搶先通至多摩中心站，小田急則在隔年4月才通至本站。2000年通車的多摩都市單軌則是多摩地域南北往來的新交通路線。

### 年表
- 1974年（昭和49年）10月18日 - 京王相模原線延伸，開設京王多摩中心站。為通勤快速、快速與各停的停車站。
- 1975年（昭和50年）4月23日 - 小田急多摩線延伸，開設小田急多摩中心站。為各停的停車站。
- 1992年（平成4年）5月28日 - 京王相模原線特急開始運行，京王多摩中心站為停車站。
- 2000年（平成12年）
  - 1月10日 - 多摩都市單軌延伸，開設多摩中心站。
  - 12月2日 - 小田急多摩線浪漫特快「Homeway」與急行開始運行，小田急多摩中心站為停車站。
- 2001年（平成13年）3月25日 - 京王相模原線急行開始運行，京王多摩中心站為停車站。同時京王相模原線廢止特急班次。
- 2002年（平成14年）3月23日 - 小田急多摩線多摩急行開始運行，小田急多摩中心站為停車站。
- 2004年（平成16年）12月11日 - 小田急多摩線區間準急開始運行，小田急多摩中心站為停車站。
- 2005年（平成17年）5月 - 2006年（平成18年）3月 - 小田急多摩中心站更新工程動工。
- 2008年（平成20年）3月15日 - 小田急多摩線浪漫特快「Metro Homeway」開始運行，小田急多摩中心站為停車站。
- 2013年（平成25年）2月22日 - 京王相模原線特急重新運行，京王多摩中心站為停車站。
- 2015年（平成27年）9月25日 - 京王相模原線準特急開始運行，京王多摩中心站為停車站。[1]

### 站名由來
車站南側是多摩新市鎮的「都市中心」地區，為擁有複合都市機能的商業、業務、文化的中心地，因而命名為「多摩中心」。實際上並沒有稱作「多摩中心」的設施或機關。
雖然位於相同位置，但如同同時期開業的永山站，京王與小田急皆以新宿站為起點，為了避免乘客誤乘或不當乘車，將車站冠上企業名為「京王多摩中心站」與「小田急多摩中心站」以利區別。在自動驗票閘門普及後已大幅減少前述情況，因此多摩都市單軌車站僅單稱「多摩中心站」。
乘客與當地居民多稱「多摩セン」或「タマセン」。而京王與小田急建設車站時的暫時名稱為「多摩中央」。

## 車站構造
京王與小田急多摩中心站皆是3層混擬土鋼架高架橋建築，3樓為月台，2樓是站房與商店，兩者相互鄰接。2樓大廳可透過南側人車分離的行人空中步道通往巴士總站。1樓是商店與計程車乘車處、停車場等。京王中央口剪票處與小田急西口剪票處在同一通路上，兩者相互轉乘與永山站一樣便利。
多摩都市單軌的多摩中心站建於「都道町田、日野線」上方，與京王和小田急兩站相距約200公尺左右，並透過行人天橋連通。由於聯絡通道位於建物預定地上，有頂棚的部分僅數十公尺，建物預定地部分沒有頂棚。雨天時可透過天橋下方的巴士總站通過，沒有屋頂遮蔽的部分較短。

### 京王電鐵（京王多摩中心站）
本站是擁有島式月台2面4線的高架車站，為現行相模原線中唯一各站停車時需等待特急、急行靠站的車站。月台屋頂最初僅對應8輛編組，現已改建為對應10輛編組，並設置上、下兩組電扶梯、電梯與新設東驗票口，之後站務室改至驗票口北側。
本站在做為始發、終點站的時期，上行有轉轍器供3、4號線使用。在延伸至南大澤後，西側橋本側設有折返用側線。

#### 月台配置
| 月台 | 路線     | 方向 | 目的地                               |
| ---- | -------- | ---- | ------------------------------------ |
| 1、2 | 相模原線 | 下行 | 南大澤、橋本方向                     |
| 3、4 | 相模原線 | 上行 | 調布、明大前、笹塚、新宿、新宿線方向 |

#### 車站設施
- 京王多摩中心購物中心（日语：京王多摩センターSC）
  - 啓文堂書店（日语：京王書籍販売）多摩中心店
  - 京王ATMAN（日语：京王アートマン）多摩中心店
  - MaxValu（日语：マックスバリュ） Express京王多摩中心店

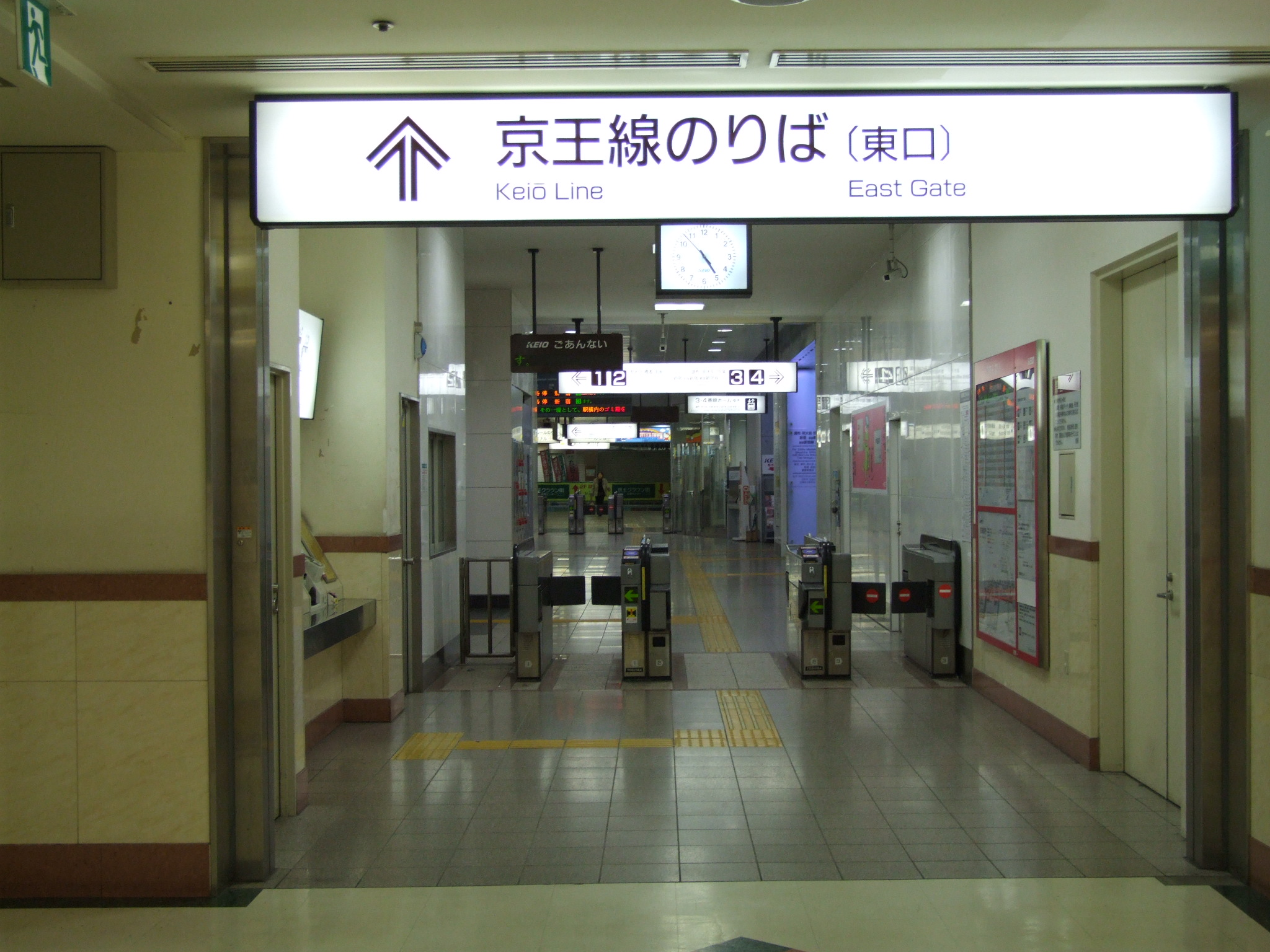
東驗票口（2007年11月）
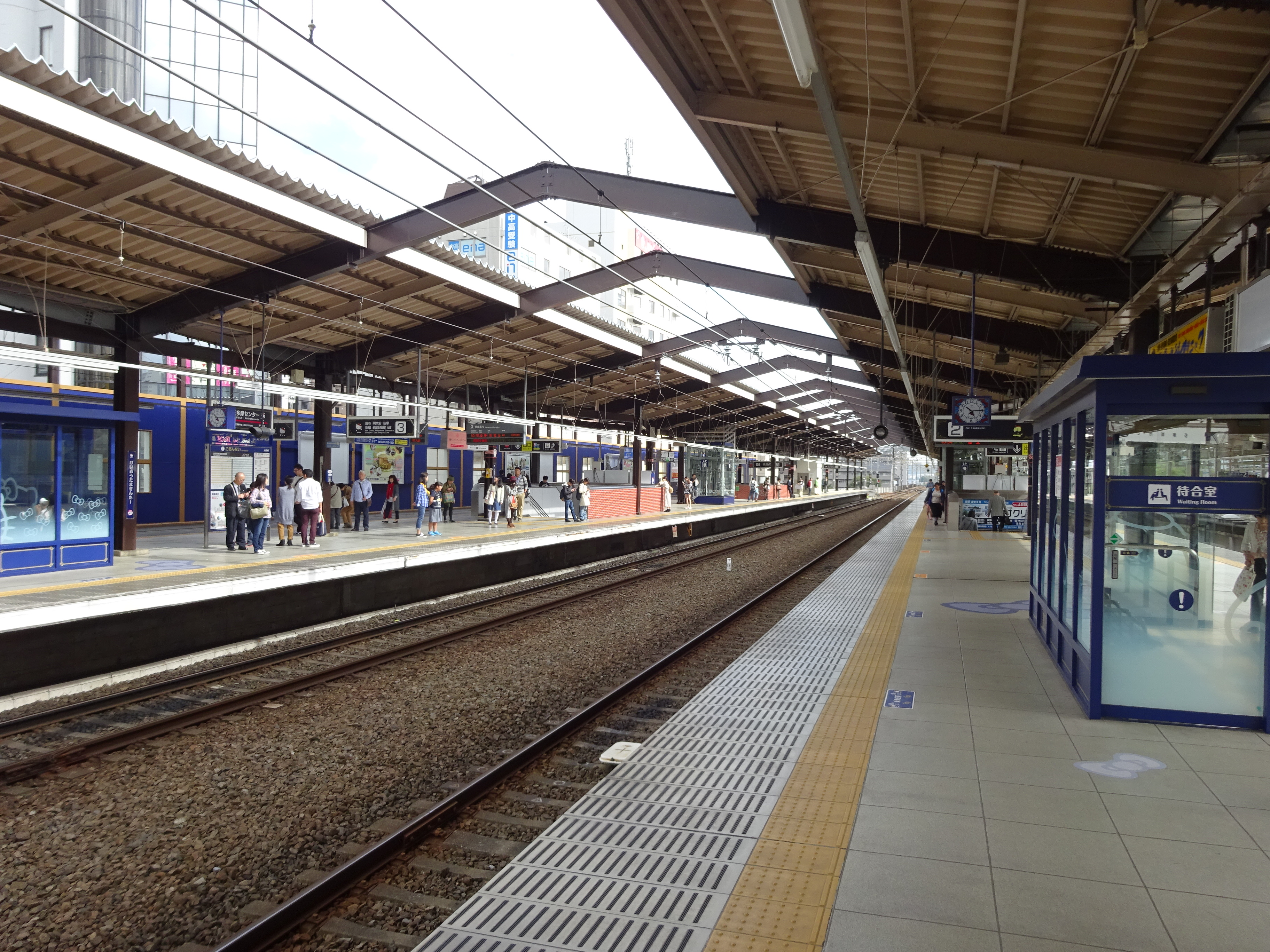
月台（2016年10月）

### 小田急電鐵（小田急多摩中心站）
本站為島式月台2面2線的高架車站。原先是島式月台2面4線構造。開業當初雖設置兩條副本線軌道，但僅使用2面2線。之後為確保車輛留置線，於1985年3月10日起上下線啟用副本線，配線成為2面4線。另外延長線上也設至折返線，提供長列車發車使用與留置回送列車等。
1990年，多摩新市鎮唐木田地區開始入住，多摩線延伸至唐木田站並設置車輛基地，不再需要本站西方的橫渡線與副本線，2006年5月起停用，同年5月19日、20日關閉1號與4號月台，7月設置月台安全柵。2007年2月，將1號與4號月台鐵軌與本線（2、3號月台）分離，同年9月2日將原來的2號月台改為1號月台，3號月台改為2號月台，車站類型也從「停車場」改為「停留場」，並變更燈號操作，進站列車不再大幅減速。已關閉的副本線側月台鐵軌仍舊保留。同時也關閉信號所。
本站在整修工程後與京王一樣新設東口，並在站內設置電扶梯與電梯。另外也將車站高架建物南面的防風壁改為玻璃材質。2008年末，驗票口內與月台啟用發車標。2013年12月，站名標LED化，是多摩線內第二座使用新型站名標的車站。
多摩線經JR相模原站至上溝站的路線被運輸政策委員會列為「今後應考慮建造的路線」，也是相模原市的重點推動計畫。

#### 月台配置
| 月台 | 路線   | 方向 | 目的地                                           |
| ---- | ------ | ---- | ------------------------------------------------ |
| 1    | 多摩線 | 下行 | 唐木田方向                                       |
| 2    | 多摩線 | 上行 | 新百合丘、新宿、千代田線、小田原、片瀨江之島方向 |

#### 車站設施
- 橫濱銀行多摩中心支店小田急多摩中心站出張所
- 小田急Marche（日语：小田急マルシェ）

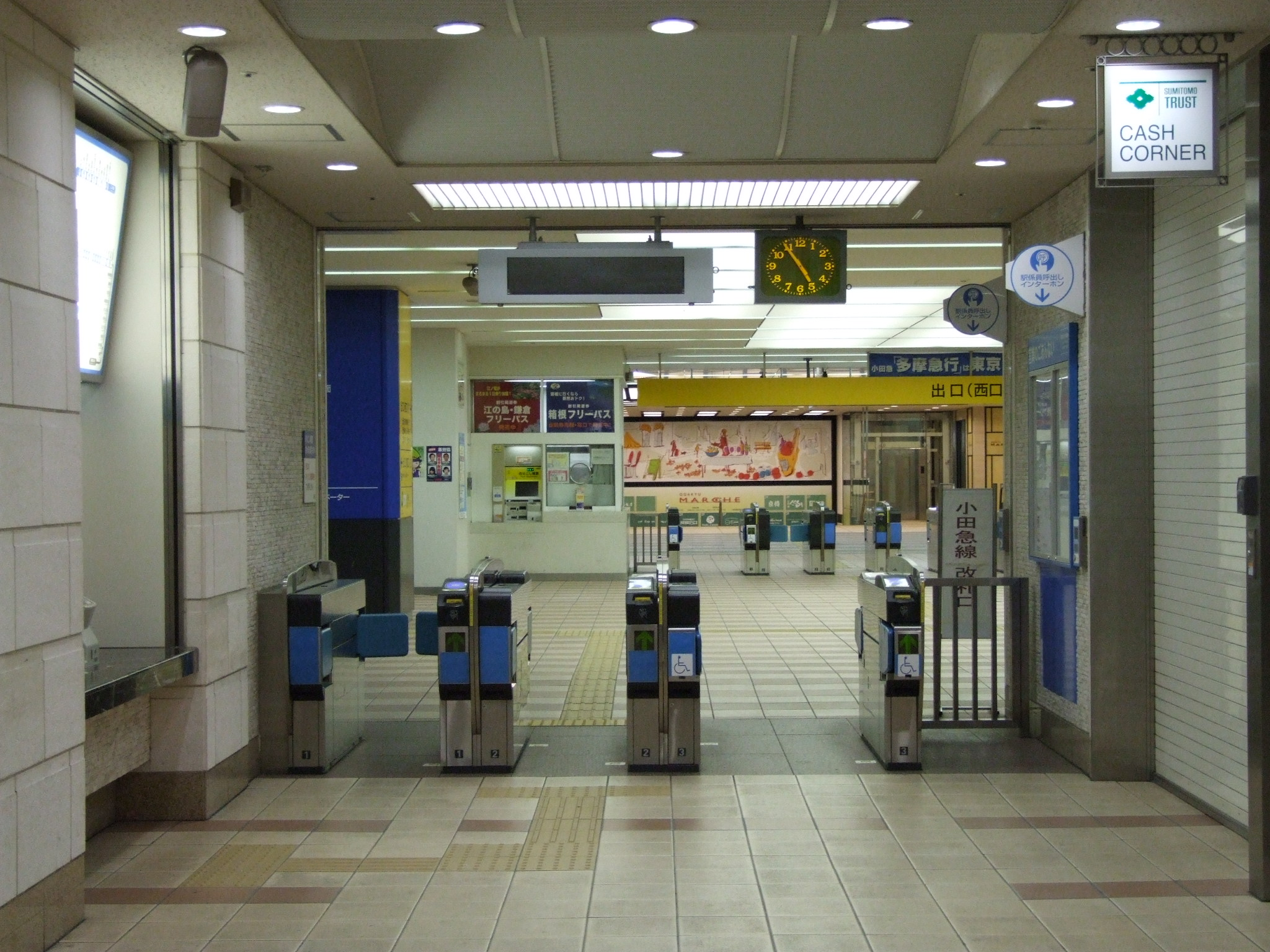
東驗票口（2007年11月）
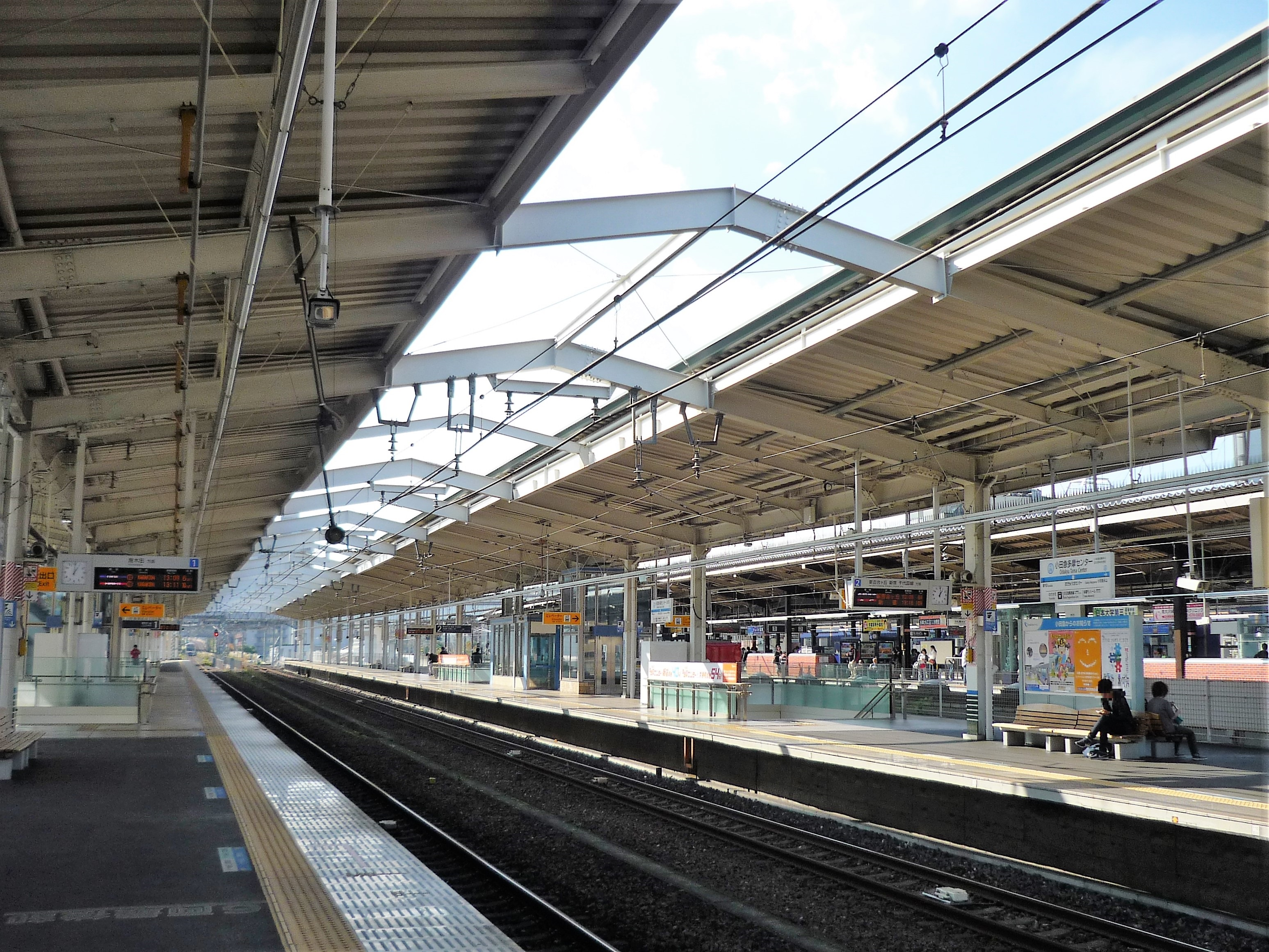
1號與2號月台（2018年11月）

### 多摩都市單軌電車（多摩中心站）

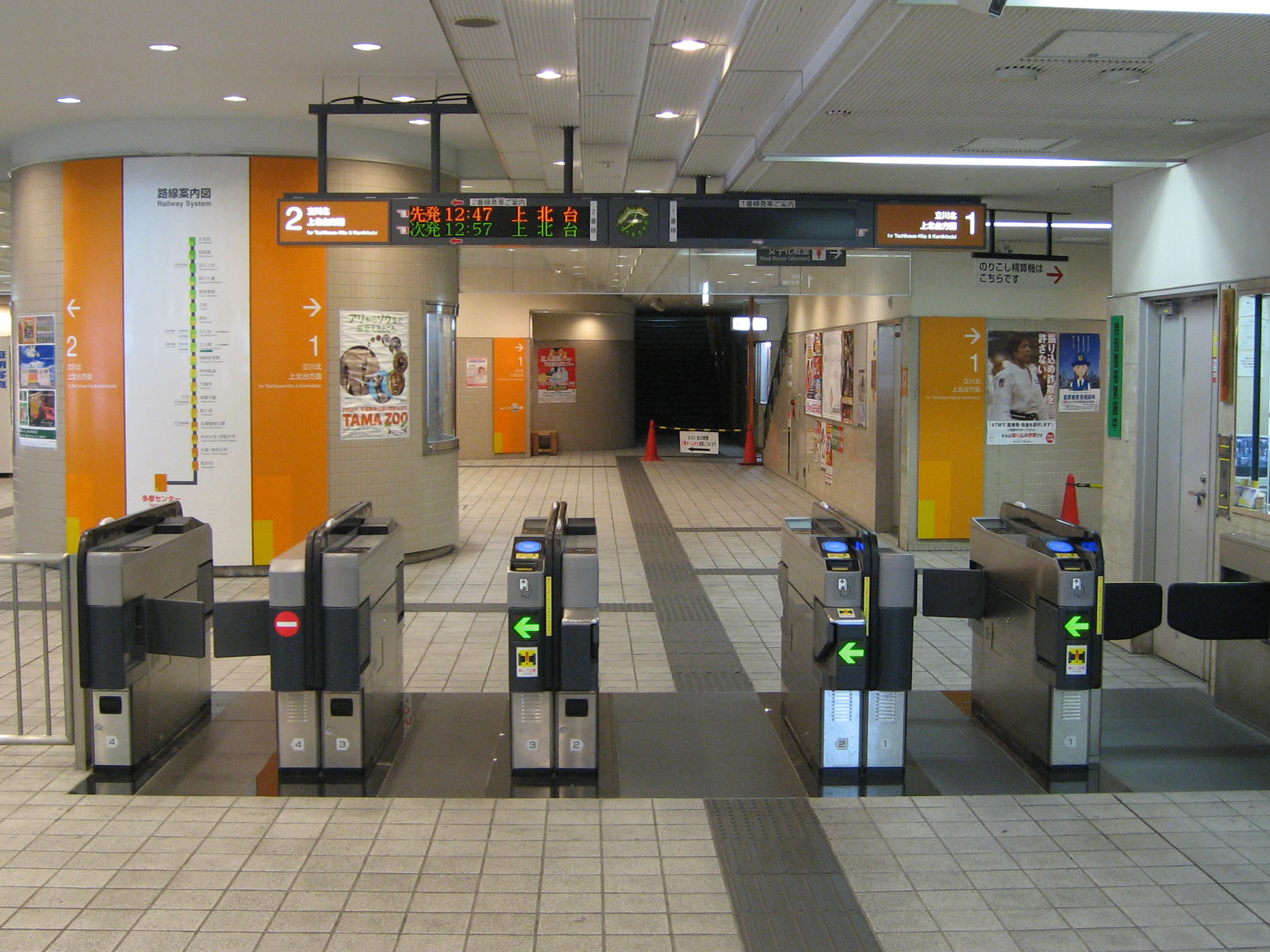
檢票口（2008年11月）

本站是位於道路上的高架車站，月台為相對式月台2面2線。此站是多摩都市單軌電車線的起點站，站內設有電梯與電扶梯。上北台方向的上下線之間設有單軌特有的剪式橫渡線。本站于2000年入選關東車站百選，外觀主題是蒸汽火車的動輪。車站北側高架軌道跨越京王相模原線與小田急多摩線，因此其高度比其他兩站更高。
多摩單軌有從本站往町田站、八王子站方向延伸的計畫，為東京都的次期整備路線（應確保预留空間的路線），將来可能成為中間站。2013年，町田市成立「多摩都市單軌町田方向延伸協議會」，推動單軌延伸至町田市。另外往町田方向已經確保多摩市內全區段與町田市內部分區段的用地。

#### 月台配置
| 月台 | 路線               | 目的地             |
| ---- | ------------------ | ------------------ |
| 1、2 | 多摩都市單軌電車線 | 立川北、上北台方向 |

#### 車站設施
- FamilyMart

## 利用狀況
多摩中心站的使用者，隨著周邊住宅開發（特別是多摩新市鎮開發）、企業設施、商業設施等入駐而逐漸上升，下表可看出，京王乘客數自通車起就遙遙領先其他業者。這是因為京王開通時就以往新宿方向的都心直通列車為主體做營運，便利性遠高於受到町田方向列車而無法開出直通列車的小田急。
之後，小田急與地下鐵千代田線直通的「多摩急行」開始運轉，形成前往都心方向的新路線，多摩都市單軌開通後建立起小田急沿線往立川方向的新交通手段，帶動本站的轉乘動能，加上小田急複複線化縮短前往都心的時間、多摩線車資降低等利多下，現在小田急使用者已大幅上升。
- 京王電鐵 - 2016年度1日平均上下車人次為87,551人[10]。
京王電鐵車站中次於府中站，位居第9位。
- 小田急電鐵 - 2016年度1日平均上下車人次為50,585人[11]。
小田急電鐵70座車站中名列第24位。
- 多摩單軌電車 - 2015年度1日平均上下車人次為37,105人[12]。
上車人次在多摩單軌車站中僅次於立川北站，排名第2（18,105人）[13]

| 年度               | 京王電鐵           | 京王電鐵         | 小田急電鐵         | 小田急電鐵       | 多摩單軌電車       | 多摩單軌電車     | 來源   |
| 年度               | 1日平均 上下車人次 | 1日平均 上車人次 | 1日平均 上下車人次 | 1日平均 上下人次 | 1日平均 上下車人次 | 1日平均 上車人次 | 來源   |
| ------------------ | ------------------ | ---------------- | ------------------ | ---------------- | ------------------ | ---------------- | ------ |
| 1974年（昭和49年） | 1,097              | 569              | 1,080              | 557              | 未開業             | 未開業           | [ 16 ] |
| 1975年（昭和50年） | 3,167              | 1,668            | 1,586              | 818              | 未開業             | 未開業           | [ 16 ] |
| 1976年（昭和51年） | 11,828             | 6,276            | 1,798              | 892              | 未開業             | 未開業           | [ 16 ] |
| 1977年（昭和52年） | 14,435             | 7,639            | 2,462              | 1,229            | 未開業             | 未開業           | [ 17 ] |
| 1978年（昭和53年） | 17,700             | 9,323            | 3,118              | 2,753            | 未開業             | 未開業           | [ 17 ] |
| 1979年（昭和54年） | 19,682             | 10,042           | 8,195              | 3,613            | 未開業             | 未開業           | [ 17 ] |
| 1980年（昭和55年） | 23,469             | 12,102           | 10,084             | 4,664            | 未開業             | 未開業           | [ 17 ] |
| 1981年（昭和56年） | 26,580             | 13,552           | 10,309             | 4,792            | 未開業             | 未開業           | [ 17 ] |
| 1982年（昭和57年） | 30,163             | 15,362           | 10,996             | 5,203            | 未開業             | 未開業           | [ 17 ] |
| 1983年（昭和58年） | 34,259             | 17,515           | 12,031             | 5,698            | 未開業             | 未開業           | [ 17 ] |
| 1984年（昭和59年） | 37,980             | 19,112           | 12,725             | 6,239            | 未開業             | 未開業           | [ 18 ] |
| 1985年（昭和60年） | 42,365             | 21,443           | 14,461             | 7,051            | 未開業             | 未開業           | [ 18 ] |
| 1986年（昭和61年） | 45,408             | 22,994           | 15,955             | 7,806            | 未開業             | 未開業           | [ 18 ] |
| 1987年（昭和62年） | 49,995             | 25,354           | 17,890             | 8,815            | 未開業             | 未開業           | [ 18 ] |
| 1988年（昭和63年） | 52,660             | 26,347           | 19,759             | 9,876            | 未開業             | 未開業           | [ 18 ] |
| 1989年（平成元年） | 52,416             | 26,343           | 21,297             | 10,812           | 未開業             | 未開業           | [ 18 ] |
| 1990年（平成02年） | 62,820             | 31,592           | 23,367             | 11,825           | 未開業             | 未開業           | [ 18 ] |
| 1991年（平成03年） | 68,850             | 34,723           | 24,113             | 12,222           | 未開業             | 未開業           | [ 19 ] |
| 1992年（平成04年） | 73,666             | 37,114           | 25,677             | 12,763           | 未開業             | 未開業           | [ 20 ] |
| 1993年（平成05年） | 79,345             | 40,083           | 28,042             | 13,932           | 未開業             | 未開業           | [ 20 ] |
| 1994年（平成06年） | 84,448             | 42,775           | 30,279             | 15,076           | 未開業             | 未開業           | [ 21 ] |
| 1995年（平成07年） | 85,546             | 43,213           | 31,101             | 15,451           | 未開業             | 未開業           | [ 21 ] |
| 1996年（平成08年） | 84,705             | 42,647           | 31,268             | 15,568           | 未開業             | 未開業           | [ 21 ] |
| 1997年（平成09年） | 84,850             | 42,711           | 30,622             | 15,374           | 未開業             | 未開業           | [ 21 ] |
| 1998年（平成10年） | 86,001             | 43,218           | 29,878             | 14,974           | 未開業             | 未開業           | [ 21 ] |
| 1999年（平成11年） | 84,315             | 42,313           | 29,794             | 14,964           | 19,957             | 10,010           | [ 22 ] |
| 2000年（平成12年） | 85,571             | 43,041           | 32,290             | 16,301           | 25,489             | 12,708           | [ 22 ] |
| 2001年（平成13年） | 85,047             | 41,244           | 32,015             | 16,154           | 28,244             | 14,082           | [ 22 ] |
| 2002年（平成14年） | 82,761             | 39,973           | 32,971             | 16,703           | 28,907             | 14,423           | [ 22 ] |
| 2003年（平成15年） | 82,703             | 39,691           | 34,222             | 17,360           | 29,677             | 14,799           | [ 22 ] |
| 2004年（平成16年） | 81,401             | 40,333           | 33,787             | 18,306           | 29,232             | 14,584           | [ 23 ] |
| 2005年（平成17年） | 80,611             | 39,935           | 36,493             | 18,684           | 29,101             | 14,517           | [ 24 ] |
| 2006年（平成18年） | 80,546             | 40,175           | 39,352             | 20,125           | 30,250             | 15,128           | [ 24 ] |
| 2007年（平成19年） | 83,632             | 41,719           | 42,359             | 21,572           | 32,173             | 16,157           | [ 24 ] |
| 2008年（平成20年） | 86,052             | 42,893           | 44,827             | 22,750           | 33,864             | 16,978           | [ 24 ] |
| 2009年（平成21年） | 84,161             | 41,938           | 45,705             | 23,162           | 34,491             | 17,292           | [ 12 ] |
| 2010年（平成22年） | 82,803             | 41,225           | 46,984             | 23,836           | 34,712             | 17,411           | [ 12 ] |
| 2011年（平成23年） | 81,249             | 40,459           | 46,253             | 23,440           | 33,943             | 17,020           | [ 12 ] |
| 2012年（平成24年） | 81,841             | 40,721           | 47,290             | 24,020           | 34,902             | 17,451           | [ 12 ] |
| 2013年（平成25年） | 85,284             | 42,500           | 48,961             | 24,828           | 36,142             | 18,105           | [ 12 ] |
| 2014年（平成26年） | 84,345             | 41,682           | 48,554             | 24,619           | 36,016             | 18,021           |        |
| 2015年（平成27年） | 86,217             |                  | 49,809             |                  | 37,105             | 18,512           |        |

## 車站周邊
作為東京都「核都市」的多摩新市鎮，其業務、商業集中地區之一的多摩中心站周邊被列為東京都「都心等據點地區」。此外，在首都圈基本計劃中，多摩市屬於「業務核都市」，其中多摩中心站周邊被列為「業務設施聚集地區」。兩者的「多摩中心地區」包含以多摩中心站為中心的多摩市落合、鶴牧、山王下、愛宕各一部分，地區北側鄰八王子市市界。
近年企業活動十分活躍，2007年蒂雅克本社與CSK（現SCSK）的研究設施、2009年JUKIa本社、2010年野村總合研究所及東京都民銀行研修中心陸續竣工。
大型商業設施方面，2005年華納影城（WARNER MYCAL CINEMAS，現永旺影城）、2006年に大創百貨 大型店鋪（至2015年為止為東京都第四大）、2008年多摩中央公園旁「CROSS GARDEN多摩」陸續開幕。接著2009年車站大樓「京王多摩中心購物中心」、2015年「MAGHREB EAST」（マグレブEAST）開幕。
行政設施方面，包括有多摩市役所多摩中心站出張所、東京法務局多摩出張所、多摩中央警察署、多摩消防署、多摩郵便局、東京都住宅供給公社多摩窗口等。文化設施則有複合文化設施PARTHENON多摩與多摩美術大學美術館、室內型主題公園「三麗鷗彩虹樂園」等，吸引國內外眾多觀光客來此遊樂。
2007年，在多摩市內商業區年銷售額排名中，多摩中心站周邊（33,140百萬日圓）僅次於多摩市最大的聖蹟櫻丘站周邊（47,612百萬日圓）。
動畫《科學超電磁砲》的「學園都市」在此大量取景，多摩市因此展開「動畫學園都市化計畫」，利用動畫圖片製作限定非賣品「學園都市廣域詳細地圖」。實際上多摩中心站周邊有許多大學，如中央大學、帝京大學、櫻美林大學、惠泉女學園大學、國士館大學、東京醫療學院大學等。

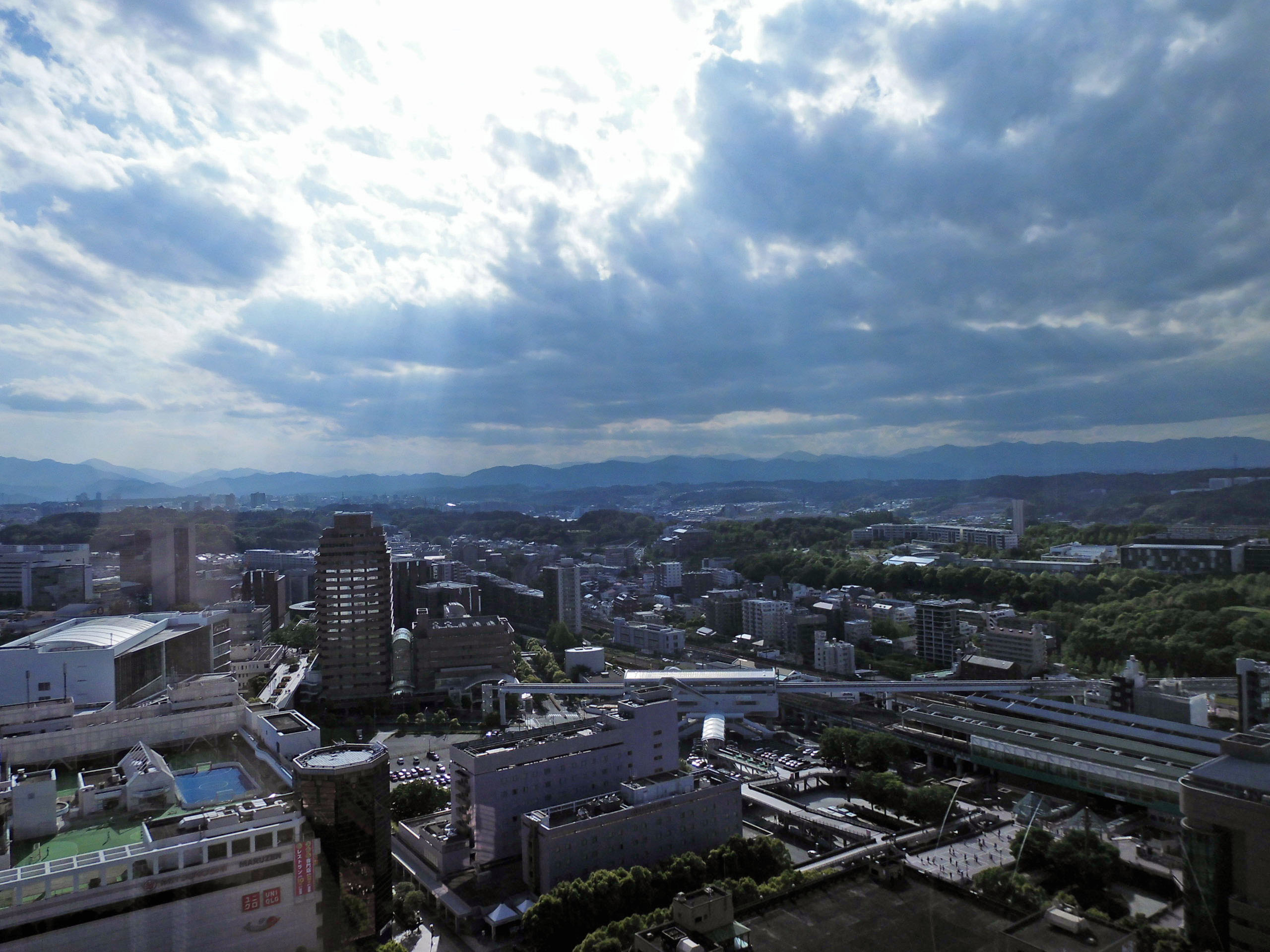
倍樂生大廈展望台所見的站前景色（2014年）
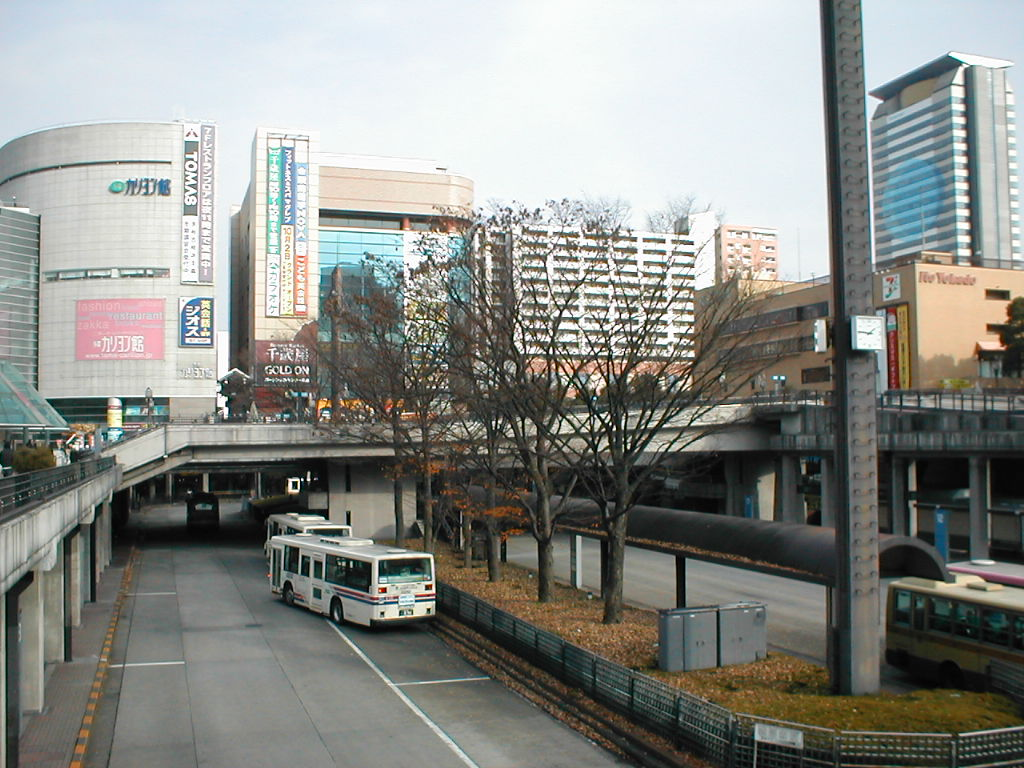
巴士總站周邊（2006年）
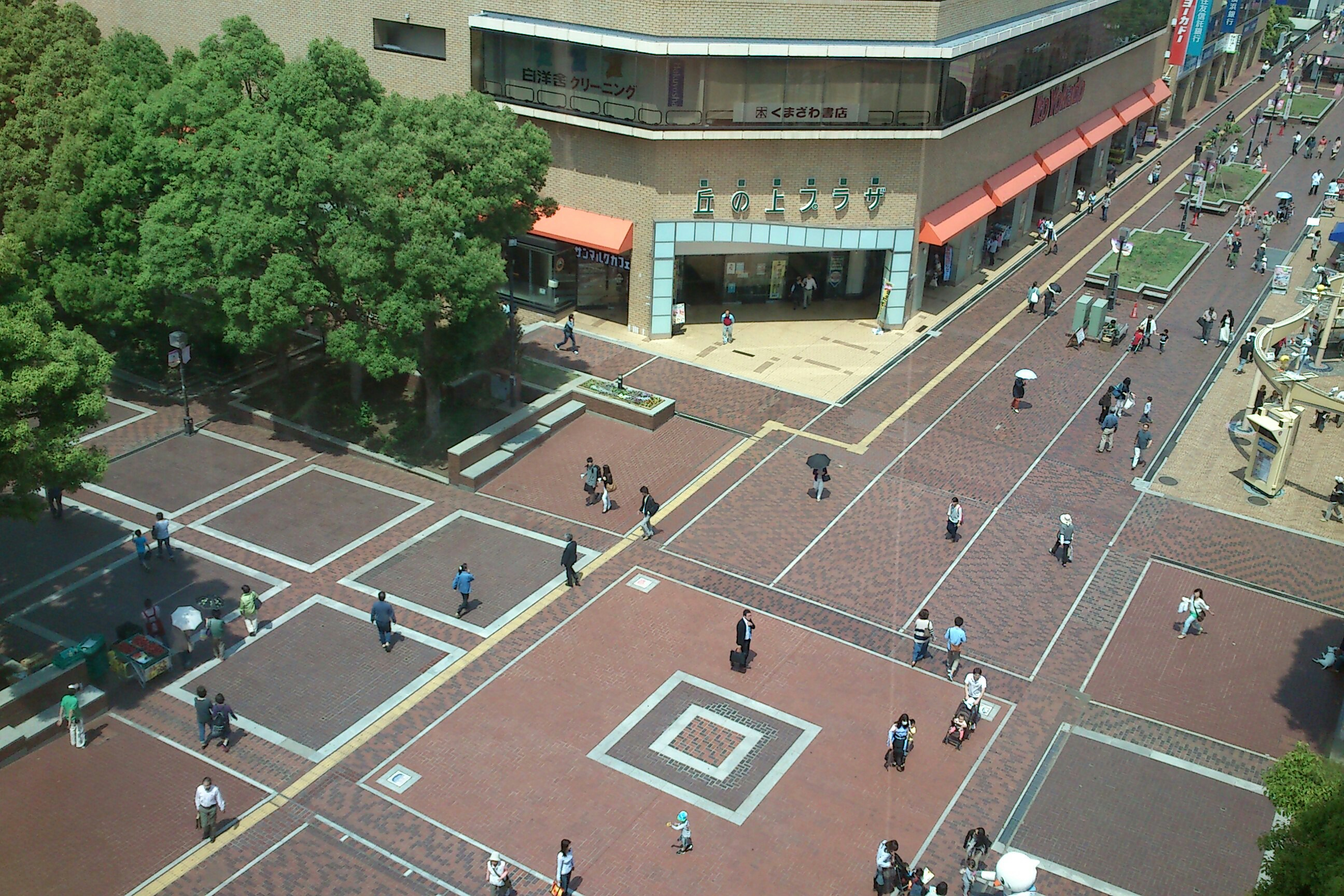
站前的行人天橋（2013年）
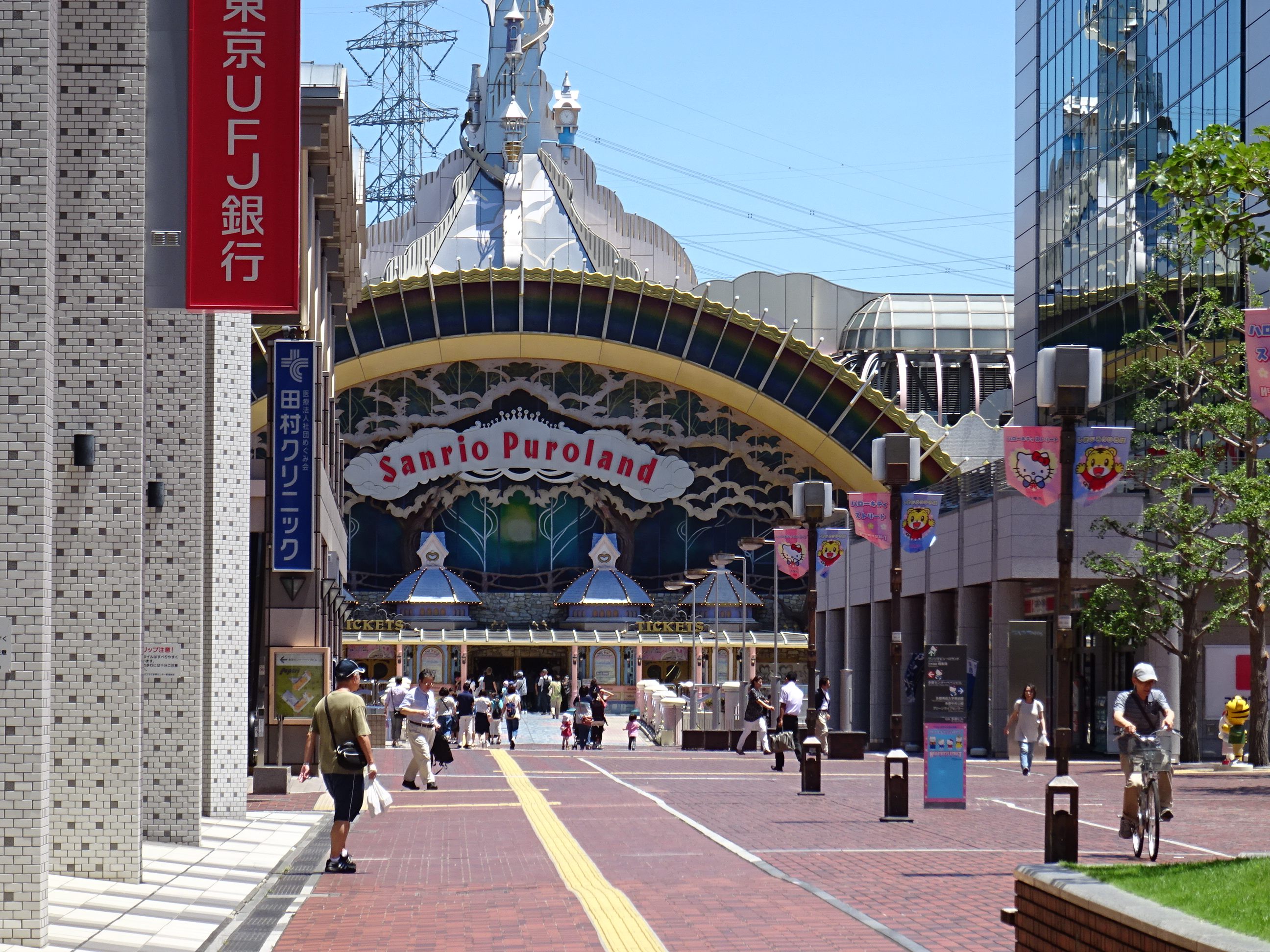
三麗鷗彩虹樂園（2015年）
多摩中央公園（2013年）

### 車站南側
眾多設施聚集，以連接車站與PARTHENON多摩的行人步道「PARTHENON大通」分為東南、西南兩區。
車站南側一帶是多摩新市鎮的「都市中心」，為多摩新市鎮的中心，提供周邊廣域範圍的高階都市機能。導入行人與車輛立體交叉的人車分離道路網。

#### 車站東南
- 多摩Carillon館（日语：多摩カリヨン館） - 專門店街、餐飲街
- MAGHREB大樓（マグレブビル） - 綜合休閒大樓
- 落合橫丁（おちあい横丁） - 餐飲街
- 丘之上廣場（丘の上プラザ） - 伊藤洋華堂與專門店街
- 丘之上Patio（丘の上パティオ） - 永旺影城（日语：イオンエンターテイメント）、Sports Authority（日语：スポーツオーソリティ）、餐飲街等
- イコット多摩センター - 大創、診所等
- 倍樂生東京大廈 - 星象儀、展望台。
- RAYTEX（日语：レイテックス）本社
- 三麗鷗彩虹樂園 - 室內型主題公園
- 極樂湯（日语：極楽湯）多摩中心 - 超級錢湯、溫泉設施
- 多摩美術大學美術館（日语：多摩美術大学美術館）
- 東京都埋藏文化財中心（日语：東京都埋蔵文化財センター）
- 瑞穗銀行多摩中心支店
- 橫濱銀行多摩中心支店
- 三井住友信託銀行多摩櫻丘支店多摩中心出張所
- 落合白山神社（日语：白山神社 (多摩市落合)）

#### 車站西南
- COCOLIA多摩中心（日语：ココリア多摩センター） - 三越與專門店街、都內最大規模的丸善書店（日语：丸善）。
- CROSS GARDEN多摩（日语：クロスガーデン多摩） - 專門店與量販店、餐飲店等
- 多摩Time（多摩タイム） - 量販店等
- 京王廣場大飯店多摩
- 三井住友銀行多摩中心支店
- 新都市中心大廈 - 多摩電視台（日语：多摩テレビ）本社等
- New City（ニューシティ）多摩中心大廈 - 蒂雅克（日语：ティアック）本社等
- 朝日生命保險（日语：朝日生命保険）多摩本社
- 瑞穗銀行情報中心
- 東京海上日動系統（日语：東京海上日動システムズ）本社
- 三美電機本社
- JUKI本社
- 警視廳多摩中央警察署（日语：多摩中央警察署）
- 東京消防廳第九消防方面本部（日语：東京消防庁第九消防方面本部）多摩消防署多摩中心出張所
- 多摩南部地域醫院（日语：多摩南部地域病院）

#### 跨車站東南 - 西南的設施
- 巴士圓環（多摩中心站）
- PARTHENON多摩（日语：パルテノン多摩）
- 多摩Vincent館（たまヴァンサン館）
- 櫻美林大學多摩學院之丘（多摩アカデミーヒルズ）
- 多摩中央公園（日语：多摩中央公園）
  - 多摩市綠色生活中心
  - 舊富澤家住宅（含庭園）
- 多摩市立圖書館本館
- 共用停車場（7處）

### 車站北側
車站北側混合大樓與公寓林立。
- 多摩中心郵便局
- SECOM HD中心多摩
- 京西TECHNOS（日语：京西テクノス）本社
- CSK（日语：CSK）多摩中心辦公室
- 東京都民銀行（日语：東京都民銀行）多摩研修所
- 野村總合研究所（日语：野村総合研究所）
- 東京都水道局（日语：東京都水道局）山王下廳舍
- 東京都立南多摩看護專門學校（日语：東京都立南多摩看護専門学校）

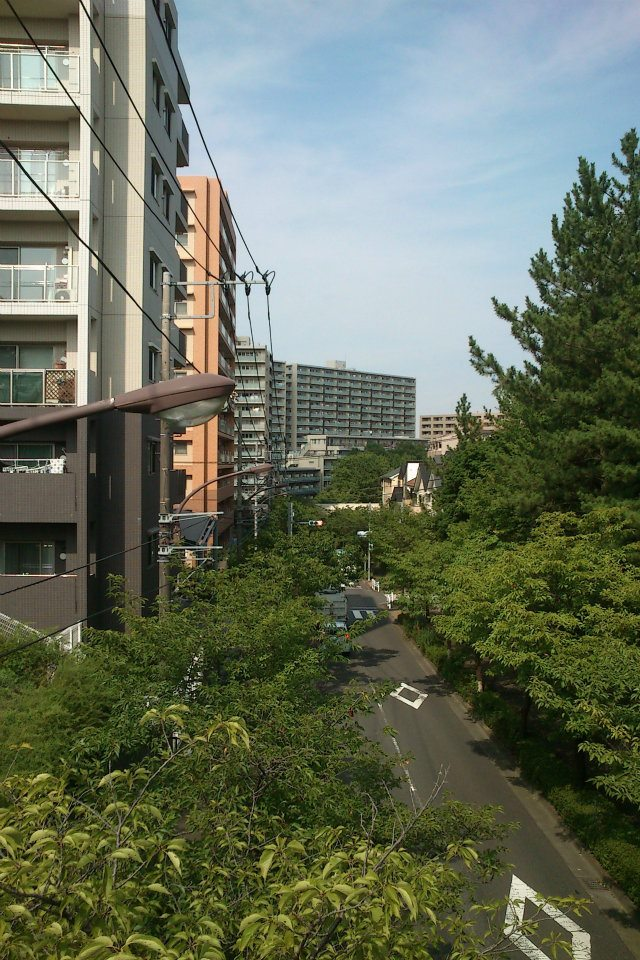
多摩中心地區的民間公寓群（2012年）
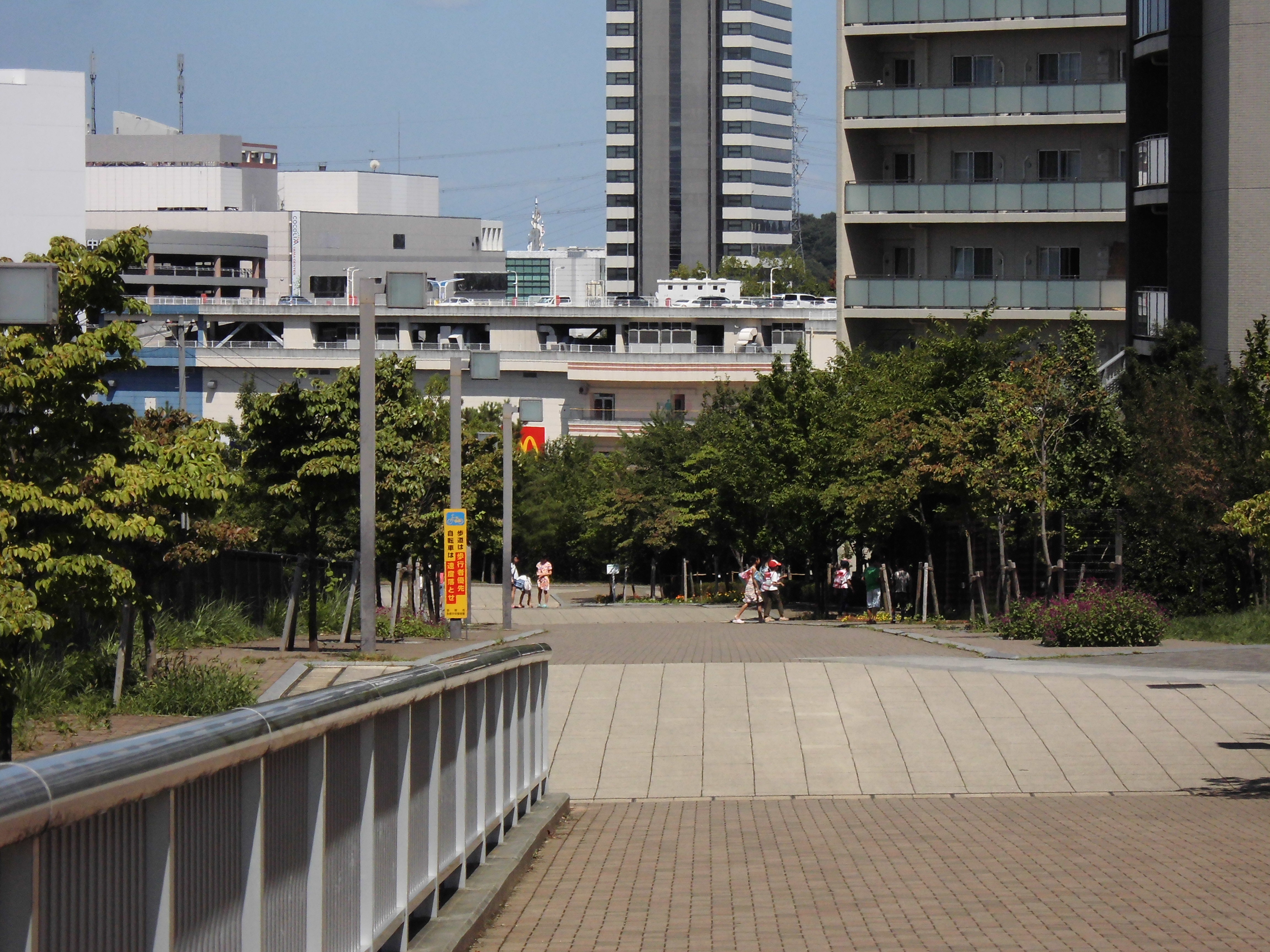
住宅地至多摩中心站前的行人步道（2013年）
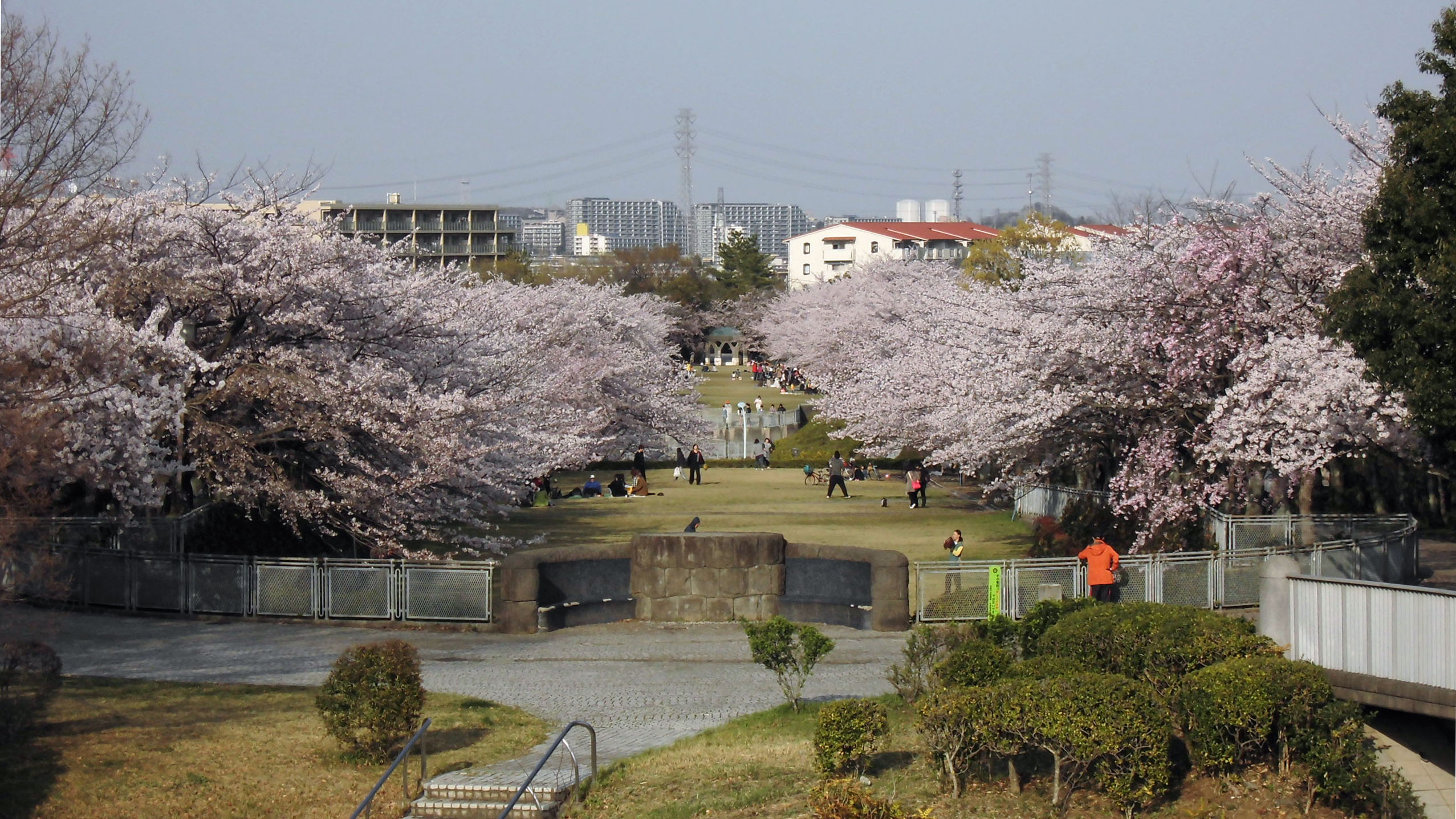
近邊有多摩中央公園、鶴牧東公園、鶴牧西公園、奈良原公園等大型公園（2014年）

## 巴士路線（多摩中心站）
站前南側行人天橋1樓為巴士總站，可搭乘京王電鐵巴士、京王巴士南、神奈川中央交通、東京空港交通、富士急山梨巴士。巴士站名皆為多摩中心站。另外還有京王電鐵巴士運行的多摩市迷你巴士與京王巴士南的深夜急行巴士（新宿站西口～橋本站）。
本站擁有連結周邊各住區與鐵道車站的充實巴士路線網，並有前往羽田、成田各機場的接駁巴士，是多摩地區重要的巴士總站。
- 各路線概況請參考各營業所。
  - 神奈川中央交通 - 多摩營業所（日语：神奈川中央交通多摩営業所）
  - 京王電鐵巴士 - 櫻丘營業所（日语：京王電鐵巴士櫻ヶ丘営業所）
  - 京王巴士南 - 多摩營業所（日语：京王巴士南・多摩営業所）、南大澤營業所（日语：京王巴士南・南大沢営業所）
  - 京王巴士東 - 調布營業所（日语：京王巴士東・調布営業所）
- 鄰接巴士總站的多摩中心南通上有16號乘車處（京王多摩中心站巴士站），可搭乘機場接駁巴士。

### 巴士乘車處
| 乘車處    | 系統      | 主要行經地                                      | 方向                 | 運行業者              | 備註                 |
| --------- | --------- | ----------------------------------------------- | -------------------- | --------------------- | -------------------- |
| 1、2、3號 | 下車專用  | 下車專用                                        | 下車專用             | 下車專用              | 下車專用             |
| 4號       | 多16      | 急行                                            | 帝京大學內           | ■京王巴士南           |                      |
| 4號       | 多11      | 松谷循環                                        | 多摩中心站           | ■京王電鐵巴士         | 櫻85僅日間運行。     |
| 4號       | 櫻85      | 松谷、堰場                                      | 聖蹟櫻丘站           | ■京王電鐵巴士         | 櫻85僅日間運行。     |
| 4號       | 多17      | 松谷高校循環                                    | 多摩中心站           | ■京王電鐵巴士         | 櫻85僅日間運行。     |
| 5號       | 櫻72 櫻73 | 鹿島、愛宕東、東寺方                            | 聖蹟櫻丘站           | ■京王電鐵巴士         | 有深夜巴士（僅平日） |
| 5號       | 櫻72      |                                                 | 愛宕東               | ■京王電鐵巴士         |                      |
| 5號       | NT01      | ＜新市鎮急行＞ 京王堀之內站、南大澤站、多摩境站 | 橋本站               | ■京王巴士南           | 僅平日深夜。         |
| 6號       | 永72      | 多摩市迷你巴士南北線·愛宕路線                   | 永山站               | ■京王巴士南           |                      |
| 6號       | 櫻62 櫻63 | 愛宕東公園、多摩市役所                          | 聖蹟櫻丘站           | ■京王電鐵巴士         |                      |
| 6號       | 櫻62      |                                                 | 愛宕東公園           | ■京王電鐵巴士         |                      |
| 7號       | 多61 櫻63 |                                                 | 鶴牧團地循環         | ■神奈中 ■京王電鐵巴士 | 有深夜巴士（僅平日） |
| 7號       | 多61      |                                                 | 富士見通下           | ■京王電鐵巴士         | 有深夜巴士（僅平日） |
| 8號       | 多04      | 豐丘四丁目、多摩車庫                            | 鶴川站               | ■神奈中               |                      |
| 8號       | 多01      | 豐丘四丁目                                      | 京王多摩車庫         | ■京王巴士南           | 有深夜巴士。         |
| 8號       | 多03      |                                                 | 豐丘四丁目           | ■神奈中 ■京王巴士南   | 有深夜巴士。         |
| 8號       | 永65      | 豐丘四丁目、貝取北中心                          | 永山站               | ■神奈中 ■京王巴士南   | 有深夜巴士（僅平日） |
| 8號       | 櫻46      | 豐丘四丁目、貝取北中心                          | 聖蹟櫻丘站           | ■京王巴士南           |                      |
| 9號       | 永52      | 多摩市迷你巴士東西線·右循環                     | 永山站               | ■京王巴士南           |                      |
| 10號      | 多02      | 青木葉公園                                      | 京王多摩車庫         | ■京王電鐵巴士         |                      |
| 10號      | 鶴32      | 青木葉公園、小野路                              | 鶴川站               | ■神奈中               |                      |
| 11號      | 多43      | 福祉中心、多摩丘陵醫院                          | 日本大學第三高等學校 | ■京王電鐵巴士         |                      |
| 11號      | 多44      | 急行                                            | 日大三高             | ■京王電鐵巴士         |                      |
| 12號      | 櫻73      |                                                 | 多摩南部地域醫院     | ■京王電鐵巴士         |                      |
| 12號      | 永53      | 多摩市迷你巴士東西線·左循環                     | 永山站               | ■京王巴士南           |                      |
| 13號      | 豊32      | 中央大學                                        | 豐田站北口           | ■京王巴士南           |                      |
| 13號      | 多18      | 明星大學南、大塚團地循環                        | 多摩中心站           | ■京王巴士南           |                      |

16號乘車處可搭乘京王巴士南（南大澤營業所）與東京空港交通的機場連絡巴士，以及京王巴士南（南大澤營業所）與富士急山梨巴士（本社營業所）前往富士山站、河口湖站的中央高速巴士（多摩河口湖線）。此三系統的巴士站名為「京王多摩中心站」。
- 南大澤站 - 京王多摩中心站 - 聖蹟櫻丘站 - 羽田機場
- 南大澤站 - 京王多摩中心站 - 聖蹟櫻丘站 - 成田機場
- 南大澤站 - 京王多摩中心站 - 聖蹟櫻丘站 - 富士急高原樂園 - 富士山站 - 河口湖站

## 其他
- 當初西武鐵道曾有從西武多摩川線是政站延伸至多摩中心的計畫，由於推論這將造成停靠該線武藏境站的中央線快速更為壅塞，因此未能成案。
- 站前是電影與電視劇的熱門拍攝地點，也多次出現在動漫作品中。
- 小田急多摩線延伸至多摩中心時，目的地的羅馬拼音表記為「TAMA-SENTĀ」[31]，之後才改為英語的「CENTER」。
- 京王相模原線在1988年5月21日通車至南大澤時，考慮到延伸區間的使用者數與操作的方便性，僅通勤快速行駛至該站，快速則在本站折返。1990年3月30日延伸至橋本後，通勤快速、快速皆以該站為終點站。

## 相鄰車站
京王電鐵
 相模原線
■京王Liner（上行僅能上車）、■特急、■準特急、■急行
京王永山（KO40）－京王多摩中心（KO41）－南大澤（KO43）
■區間急行、■快速、■各站停車
京王永山（KO40）－京王多摩中心（KO41）－京王堀之內（KO42）
 小田急電鐵
 多摩線
■快速急行、□通勤急行、■急行、■各站停車（通勤急行僅平日上行，全部車種從唐木田至小田急永山為止皆為各站停車）
小田急永山（OT 05）－小田急多摩中心（OT 06）－唐木田（OT 07）
 多摩都市單軌電車
 多摩都市單軌電車線
松谷（TT02）－多摩中心（TT01）

## 外部連結
- 京王多摩中心 - 京王電鐵
  - 京王多摩中心站PDF - 京王電鐵
- 小田急多摩中心 - 小田急電鐵
- 多摩中心站 （页面存档备份，存于） - 多摩都市單軌電車